# Amphoriscus salfii
Amphoriscus salfii är en svampdjursart som beskrevs av Sara 1951. Amphoriscus salfii ingår i släktet Amphoriscus och familjen Amphoriscidae.
Artens utbredningsområde är havet utanför Italien. Inga underarter finns listade i Catalogue of Life.